# Chadi Cheikh Merai
Chadi Cheikh Merai (né le 20 janvier 1976 à Lattaquié en Syrie) est un footballeur international syrien. Il est milieu (ailier droit).
Il porte actuellement le maillot du Pietrasanta Marina qui milite en Eccellenza, le deuxième championnat de la Ligue nationale amateur (Lega nazionale dilettanti).

## Palmarès
- 1 Championnat de Syrie: 1997
- 3 Championnat d'Italie de football Serie D: 2001, 2003, 2009
- 3 Championnat d'Italie de football Serie C2/Ligue Pro Deuxième Division: 2004, 2010, 2011